# Feltia edentata
Feltia edentata là một loài bướm đêm trong họ Noctuidae.